# Over Here!
Over Here! és un musical amb una partitura de Richard M. Sherman i Robert B. Sherman i llibre de Will Holt. La producció original de Broadway va ser dirigida per Tom Moore i coreografiada per Patricia Birch, amb escenografia de Douglas W. Schmidt i vestuari de Carrie F. Robbins.
Over Here! va ser un seguiment del musical dels germans Sherman de la Segona Guerra Mundial Victory Canteen, una producció de l'Off-Broadway que va comptar amb la icona dels anys quaranta Patty Andrews. L'escenari és un viatge en tren a través dels Estats Units durant la Segona Guerra Mundial (d'aquí el nom de l'obra, en contraposició a l'himne de guerra patriòtica popular titulat Over There). L'espectacle comença amb una mirada nostàlgica a Amèrica dels anys quaranta (on domina la moda, la música, les grans bandes i el swing dance), però evoluciona ràpidament en un comentari social sobre la por de morir en la batalla, els prejudicis i la discriminació.

## Produccions
Després de tretze prèvies, l'espectacle es va estrenar el 6 de març de 1974 al Shubert Theatre, on va representar-se 341 vegades i es va convertir en la producció més important de la temporada de Broadway de 1974. És reconegut en gran manera com el musical de Broadway que va llançar moltes carreres. El repartiment de la nit d'obertura va incloure Patty i Maxene Andrews (de les Andrews Sisters) i els novells John Travolta, Treat Williams, Marilu Henner, Samuel E. Wright, i Ann Reinking, tots ells van seguir aconseguint carreres d'èxit. Tot i seguir captant l'atenció del públic, l'espectacle es va tancar el 4 de gener de 1975 en condicions polèmiques. "Els productors van culpar a Patty i Maxine, al·legant que volien més diners i van fer demandes raonables i van cancel·lar la gira nacional. Les germanes Andrews van culpar els productors, afirmant que havien gestionat malament el programa des del principi i que ara les utilitzaven com a boc expiatori". Segons un article del The New York Times, la gira es va cancel·lar a causa d'una "disputa salarial" entre les germanes Andrews i els productors.
Radar online i el lloc oficial informaren que Cody Linley protagonitzaria una nova producció de Over Here! prevista per a principis del 2010 al Saban Theatre, Beverly Hills i una pàgina web oficial amb audicions obertes. En una entrevista, Linley va confirmar que interpretaria el paper de Bill. La producció es va ajornar indefinidament.
La producció ajornada del 2010 havia de ser una producció "totalment nova" amb un llibre modificat pel dramaturg original Will Holt, coreografiat per Tony Stevens, dissenyat pel dissenyador de la Royal Court Mark Walters amb el dissenyador associat Christopher Hone i el dissenyador de vestuari David Toser, amb la supervisió musical de David Barber. Dick Van Dyke havia acceptat encapçalar un repartiment de múltiples estrelles; tanmateix, es va veure obligat a retirar-se dies abans de la data d'inici quan la malaltia de la seva parella Michelle es va convertir en terminal. En no poder trobar un reemplaçament immediat per a Van Dyke en un termini tan breu, els productors van reprogramar la producció per estrenar-se a Califòrnia el 2016, després de la qual es preveia fer una gira als Estats Units.
Hi va haver una revival al Off-Broadway del 2019 al Triad Theatre de la ciutat de Nova York protagonitzada per Debbie Gravitte, Haley Swindal com Pauline, Jessica Hendy com Paulette, Nikka Graff Lanzarone com Mitzi, Mark William, Dani Apple i Kristina Nicole Miller. La producció va ser adaptada en un únic acte de 85 minuts pel director Will Nunziata, el director musical Blake Allen i el coreògraf Andrew Black.

## Sinopsi
Norwin Spokesman, MC per a la vetllada i factotum general, configura l'estat d'ànim del període amb una cançó que podria haver estat escrita per a la Glenn Miller Band.
Alguna vegada a principis dels anys quaranta. Un tren surt de Los Angeles per fer una travessa d'una setmana per tot el país. A bord hi ha reclutes, com Bill, Lucky i Utah, de camí a Nova York on s'embarcaran cap a Europa on la guerra està en curs. Amb ells hi ha diverses amistats i viatgers civils, com la mare i el pare, que volen ajudar els joves soldats fins que arribi el moment de veure'ls marxar, i Rankin, un executiu de l'automòbil, que guanya molts diners per la guerra i està en camí cap a Washington per a consultes d'alt nivell amb els seus amics polítics.
A bord també hi ha Pauline i Paulette DePaul, dues germanes cantants, a la recerca del seu gran esclat al món de l'espectacle, però que té com a principal responsabilitat han mantenir la moral de les tropes i fer funcionar la cantina. L'Oficina d'Informació de la Guerra proposa fer una emissió des del tren mentre es desplaça per tot el país, l'oportunitat mateixa per la qual les DePauls han estat esperant ... si només poden trobar una tercera veu. Com observa Pauline, "cap duo mai va arribar al Big Time". Però amb tanta gent al voltant, no hauria de ser difícil trobar una altra cantant que sigui capaç de proporcionar la veu de gamma mitjana necessària per transformar el seu número en un trio.
Aquesta concentració de tropes està destinada a atreure l'interès de l'enemic i l'espiona nazi, Mitzi, un antiga cantant de cabaret alemany, també puja al tren per tal d'aplegar la màxima informació possible. Està en constant contacte amb la seva xarxa a través del pintallavis amb el qual repara freqüentment el seu maquillatge, però que en realitat és un transmissor de ràdio.
Quan el tren surt de LA, l'estat d'ànim a bord està en un animat, estimulat pel fet que els viatgers senten que estan en camí cap a un enfrontament victoriós amb l'enemic. Només June, la xicota de Bill, té dolents i, en una decisió d'última hora, salta a bord sense bitllet, sense diners, sense res, excepte el simple vestit de festa que porta. Si això no fos prou dolent, June també s'enfronta a un altre problema: a Bill li agradaria que “anés fins a la carretera”, cosa que ella nega amb rotunditat.
Les germanes DePaul, conscients de la difícil situació de June, l'apuntar a treballar amb elles a la cantina. Mentre proporcionen als soldats tot el que necessiten, cigarrets, begudes i ànims, les germanes cantants s'il·luminen quan senten que Lucky diu que és de Jersey City. Segons recorden, van aparèixer allà una vegada, a Charlie's Place, una immersió de dissabte a la nit.
Mentrestant, Pare i Rankin han tret Bill per a una conversa greu entre homes; però llavors comencen a recordar-se sobre les seves pròpies aventures de la Primera Guerra Mundial i els records que han deixat enrere.
En una altra part del tren, les DePauls han estat va enrolades per part del portaveu, que ara actua com a Sarge, per donar conferència als reclutes sobre higiene bàsica i els perills del que anomenen "la polka VD". Un cop finalitzada la conferència, Paulette suggereix que Mitzi ajudi a la cantina. Per animar a Bill, que està cada cop més deprimit pels constants rebutjos de June, Mitzi parla sobre el "qui esperava" mentre el seu amant estava fora combatent i no va tornar mai més. Arribats a aquest moment, June anuncia que, per a l'esforç bèl·lic, està recollint ferralla, inclosos pintallavis, i ràpidament recull Mitzi que havia quedat en un taulell de sobre. L'espant horrorós de Mitzi crida l'atenció que Pauline i Paulette reconeixen de seguida com el so que buscaven. Així,Mitzi esdevé la tercera veu al númro de les DePauls.
At. nit, el juny finalment accepta sacrificar els seus ideals en la causa de la guerra i comparteix un dormidor amb Bill. De sobte declara que no dormirà amb June a menys que estiguin casats, una causa immediata de celebració.
A mesura que el viatge continua, el tren queda de sobte deixat de costat per permetre que un altre tren, que portava a FDR, avancés. Tothom està entusiasmat davant la vista del President, que somriu i fa agitar la seva mà, tret de Sam, el porter negre, que és plenament conscient que no està convidat a la "Big Party" i que explica en la seva pròpia broma al Sarge que no és un ionqui.
Després de set dies, els esperits dels passatgers comencen a desgastar-se i l'humor s'enfosqueix. Fins i tot Paulette, l'optimisme de la qual sovint ha estat font d'alegria, sembla sentir-se trista. Amb l'objectiu de restablir la moral, l'Oficina d'Informació de Guerra, en la persona del Portaveu, avança la retransmissió prevista i ofereix als passatgers la possibilitat de revelar els seus somnis de cara al futur. Utah, un jove recluta increïblement idealista, i Donna, una cambrera que va deixar la seva feina per treballar a una planta de defensa, es veuen obligats. Fins i tot les DePauls aconsegueixen la seva oportunitat d'arribar al Big Time, amb una mica d'ajuda de Mitzi. Les germanes no saben que Mitzi va inserir un missatge en codi Morse a la seva cançó, però Lucky és capaç de desxifrar-lo. Mitji sospita sobre Mitzi i, quan en un "patriòtic" esforç per demostrar que és estatunidenca canta la segona estrofa del himne nacional, és descoberta: "no hi ha cap americà que se sàpiga la segona estrofa de l'himne". Afortunadament, no s'ha pogut emetre: d'alguna manera Utah havia connectat malament el sistema de so.
I això forma part dels records de la Segona Guerra Mundial al front local nord-americà: un temps amb un propòsit unit i temors comuns, un esforç comunitari, retransmissions de notícies de ràdio, grans bandes, instantànies, poblacions petites, abraçades ràpides i sense adéus.

## Cançons
| Acte I - The Beat Begins (Overture) - The Big Band - Since You're Not Around - Makeout, Rankin, Mother, Father, Sarge i la Companyia - Over Here! - Paulette i Pauline de Paul - Buy a Victory Bond - Companyia - My Dream for Tomorrow - June i Bill - Charlie's Place - Pauline de Paul, Maggie, Lucky, The Big Band i la Companyia - Hey Yvette/The Grass Grows Green - Spokesman, Rankin i Father - The Good-Time Girl (later called "The V.D. Polka") - Paulette de Paul i la Companyia - Wait for Me Marlena - Mitzi i la Companyia - We Got It - Paulette de Paul, Pauline de Paul, Mitzi i la Companyia | Acte II - The Beat Continues (Entr'acte) - The Big Band i la Companyia - Wartime Wedding - Paulette de Paul, Pauline de Paul i la Companyia - Don't Shoot the Hooey to Me, Louie - Sam - Where Did the Good Times Go? - Paulette de Paul - Dream Drummin'/Soft Music - Misfit, The Big Band i la Companyia - The Big Beat - Paulette de Paul, Pauline de Paul i Mitzi - No Goodbyes - Paulette de Paul, Pauline de Paul i la Companyia Curtain Call - Hits Medley - Patti i Maxine Andrews |

## Premis i nominacions

### Producció original de Broadway
| Any  | Premi               | Categoria                                                      | Nominat            | Resultat  |
| ---- | ------------------- | -------------------------------------------------------------- | ------------------ | --------- |
| 1974 | Premi Tony          | Millor Musical                                                 | Millor Musical     | Nominat   |
| 1974 | Premi Tony          | Millor interpretació d'una actriu de repartiment en un musical | Janie Sell         | Guanyador |
| 1974 | Premi Tony          | Millor direcció d'un musical                                   | Tom Moore          | Nominat   |
| 1974 | Premi Tony          | Millor coreografia                                             | Patricia Birch     | Nominat   |
| 1974 | Premi Tony          | Millor disseny de vestuari                                     | Carrie F. Robbins  | Nominat   |
| 1974 | Premi Drama Desk    | Escenografia més destacada                                     | Douglas W. Schmidt | Guanyador |
| 1974 | Premi Drama Desk    | Disseny de vestuari més destacat                               | Carrie F. Robbins  | Guanyador |
| 1974 | Premi Theatre World | Premi Theatre World                                            | John Driver        | Guanyador |
| 1974 | Premi Theatre World | Premi Theatre World                                            | Ann Reinking       | Guanyador |
| 1974 | Premi Theatre World | Premi Theatre World                                            | Janie Sell         | Guanyador |